# Masdevallia smallmaniana
Masdevallia smallmaniana är en orkidéart som beskrevs av Carlyle August Luer. Masdevallia smallmaniana ingår i släktet Masdevallia och familjen orkidéer. Inga underarter finns listade i Catalogue of Life.